# Hedemora
För andra betydelser, se Hedemora (olika betydelser).
Hedemora är en tätort i Dalarna samt centralort i Hedemora kommun i Dalarnas län. Hedemora fick stadsrätt 1459, vilket gör Hedemora till Dalarnas enda medeltida stad med officiella rättigheter (Falun var de facto stad under medeltiden, men fick officiellt sina privilegier först 1641). Stadens enda bevarade medeltida byggnad är Hedemora kyrka, uppförd i slutet av 1200- eller början av 1300-talet.
Hedemora fungerade under 1500-talet som marknadsplats för de omgivande områdena och som transitort för bergsprodukter som skickades vidare till Mälardalen. Under 1600-talet försämrades de ekonomiska förutsättningarna för staden sedan bland annat järnproduktionen skurits ned efter 1688. En förnyad expansion inleddes i början av 1900-talet till följd av nya industrier och befolkningen fördubblades under perioden 1900–1930.
Företagen Hedemora Verkstäder/Hedemora Diesel AB:s fartygsmotorer och motorcykeltävlingen TT-loppet har gjort Hedemora internationellt känt.

## Namn och symboler
Namnet (1370 Henamorum) innehåller hed, 'torr, tallbevuxen mark' syftande på ett område som nu är centrala staden. Efterleden innehåller mor, '(sumpig) granskog'.
Orten har en symbol Hedemoraryttaren. Hedemoraryttaren är det första som möter en besökare, då det både står en staty av den i rondellen i Tviksta och även en i rondellen i Gussarvet. Det är en ryttare i Hedemoradräkt på en röd häst med en kurbitsliknande växt under. Hedemoradraget är en variant av Hedemoraryttaren och föreställer en motorcyklist på en låg och lång chopper delvis formad som en dalahäst. Det är en anspelning på Hedemora som motorstad och är symbol för kommunens informationsblad med samma namn.

## Historia

### Handelsstaden Hedemora
Se även Hedemora kommuns historia.

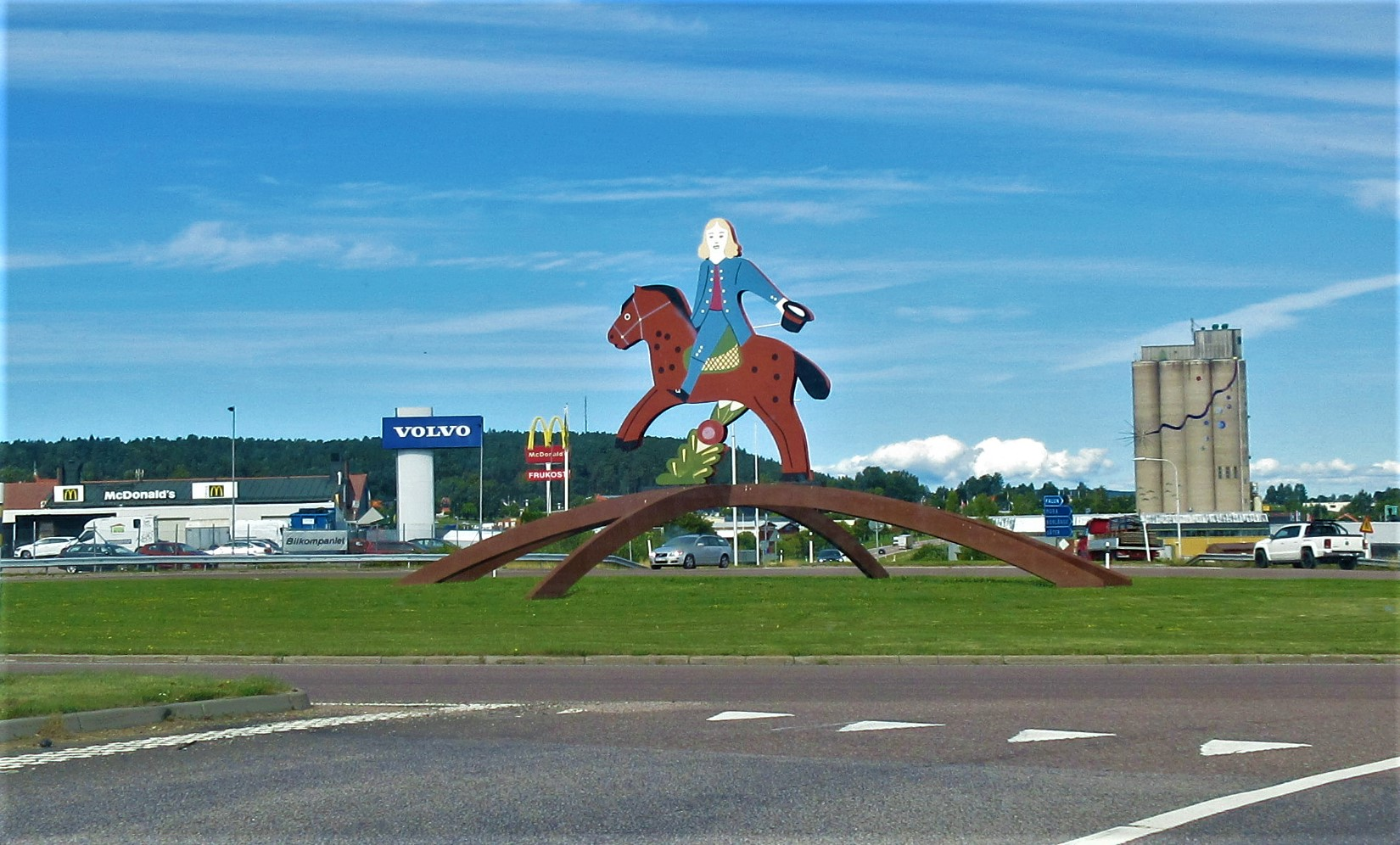
Hedemoraryttaren är en symbol för själva staden Hedemora och det första som möter en besökare där den står i Gussaravsrondellen. Hedemoraryttaren är klädd i sin Hedemoradräkt med blå jacka och rock på en röd häst. Till höger i bakgrunden syns den smyckade silon. Hedemoraryttaren tillverkades 1946 av Jerk Werkmäster till Hedemoras 500-årsjubileum.

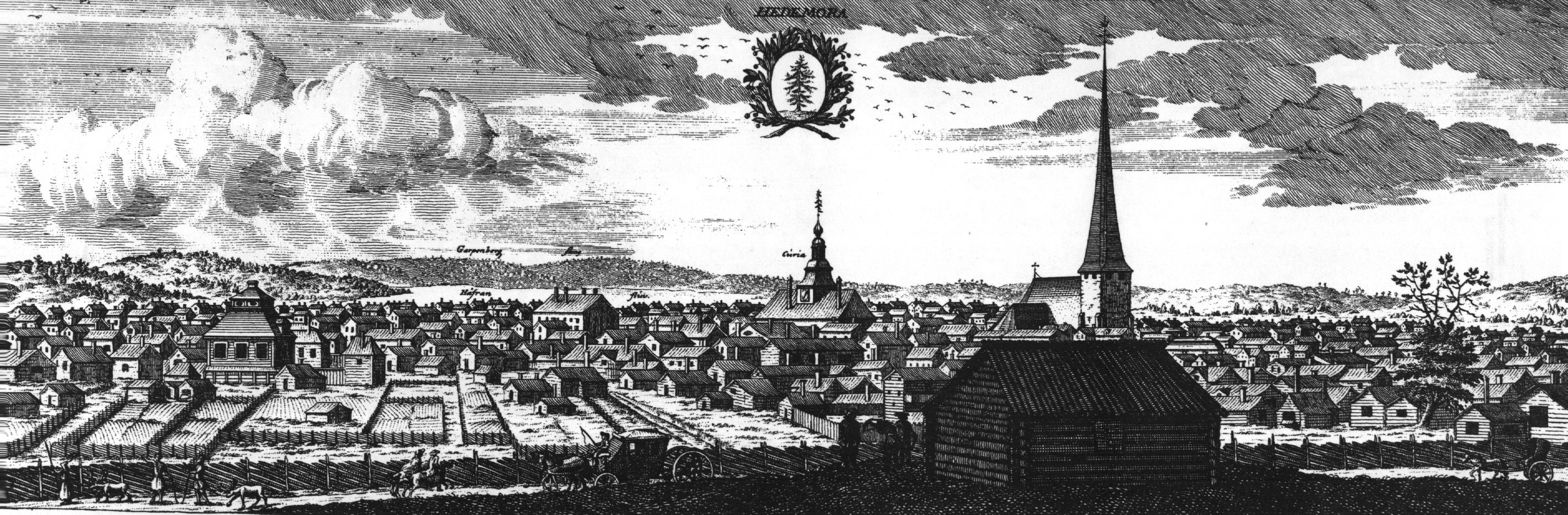
Hedemora omkring år 1700. Ur Suecia antiqua et hodierna.

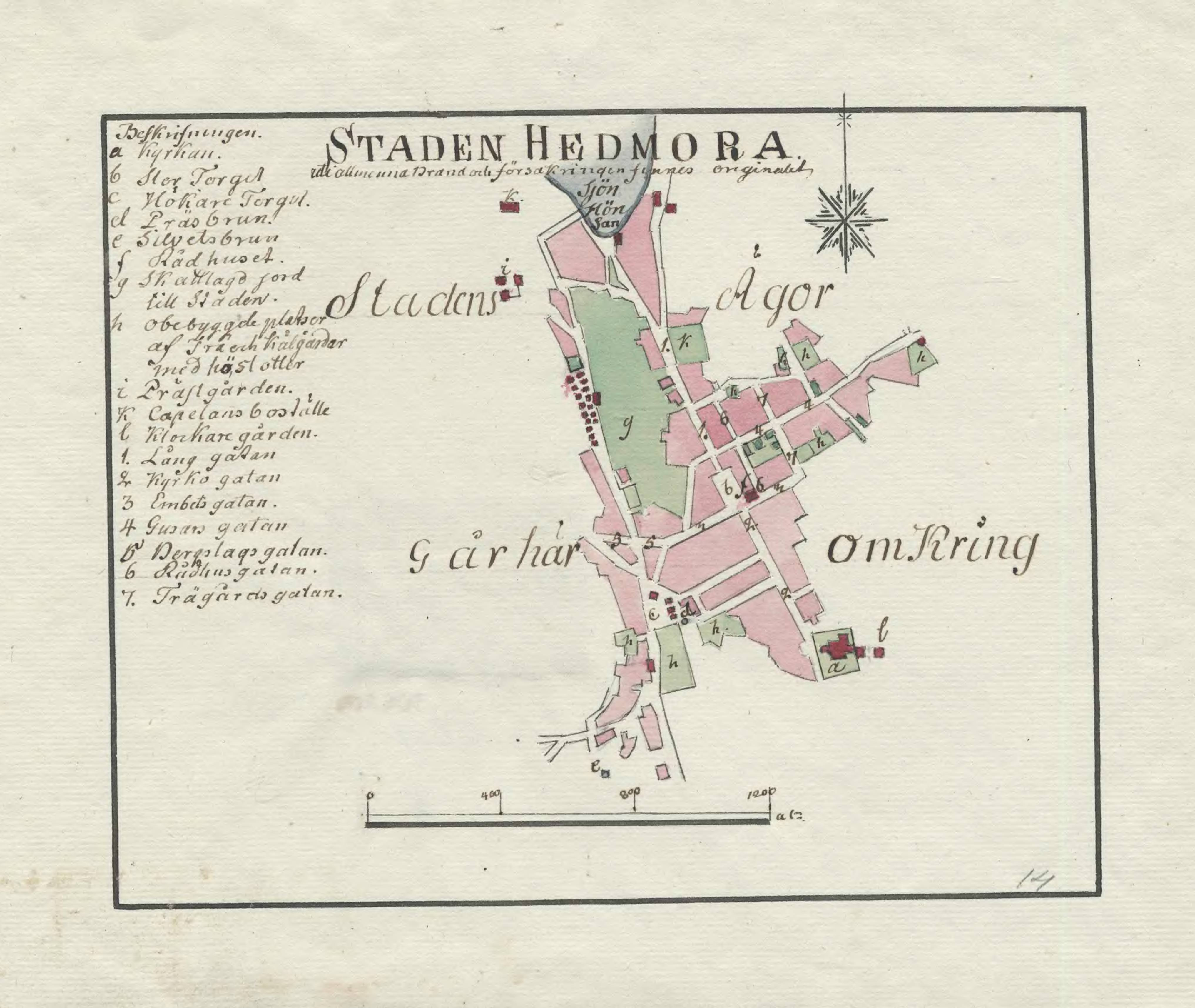
Karta över Hedemora från 1790-talet

Hedemora är den äldsta staden i Dalarna och fick torgmarknadsrättigheter 1446, utfärdade av Kristofer av Bayern, vilka erkändes 1449 av Karl Knutsson (Bonde). 1459 gav Kristian I staden stadsrätt och rätt att ha borgmästare, rådmän och domstol. Därefter har staden fått sina stadsrättigheter bekräftade och utökade i omgångar,  av Gustav Vasa, Johan III, Karl IX, Gustav II Adolf, drottning Kristina och Fredrik I.
År 1385 hölls räfsteting i Hedemora, istället för på Husby kungsgård, där de brukade hållas. Fogden Jösse Finson beskrev Hedemora i ett gåvobrev från 1414 med orden "som nu kallas köpstad", men det är inte klarlagt vad han menade.
Marknad hölls på lördagar och såväl bönder som borgare fick sälja sina varor. Kung Kristofers privilegiebrev från 1446 betonade särskilt den allmänna torgfriheten. Dock var partihandel förbehållen de större städerna, så endast detaljhandel fick förekomma. I och med privilegiebrevet tvingades dock bergsmännen slå igen sina handelsbodar de haft inne i staden, då brevet förbjöd dem att ha "särdeles gårdar". Stadens torghandel var strängt reglerad. Den som inte hade en egen bod fick hyra av någon som hade en, i form av avrad eller tomtöre. Vid ett landsting under ledning av Svante Sture 13 januari 1505 dömdes Peder Skrivare och ett antal byamän för att olovligen uppfört egna bodar på torget och tvingades betala ett vite på 40 mark.
Gustav Vasa anlade sitt första myntverk i staden 1521, men det var endast i drift fram till 1524. Mynten från detta myntverk benämns dalklippingar. Idag ligger Myntparken och Perssonska gården på platsen där verket, enligt tradition, låg. Under parken finns rester av en gång in till Myntkällaren. Hedemora var även uppsamlingsplats för skatt från övriga Dalarna, och skattesilver kallades "Hedemorasilver" i statens räkenskaper 1545–1546.
I december 1607 fick Hedemoras borgare rätt att vara med på den nyinstiftade veckomarknaden vid Grangärde kyrka och vårmarknaden i Nås. Denna rätt fick de tillsammans med Tuna och Falun, och i det senare fallet även Karlstad. Dessa nya städer skulle senare kringskära Hedemoras monopolställning i Dalahandeln, tillsammans med Avesta och Säter, som också fick stadsrättigheter under 1600-talet. Under hela 1600-talet fick Hedemora även kämpa mot Köping, Arboga och Västerås om rätten att bedriva handel i Västerbergslagens dåvarande socknar Söderbärke, Norrbärke och Grangärde. Hedemora förlorade dock denna kamp och fick inte dessa rättigheter.
Hedemora var uppsamlingsplats för det stångjärn som skulle till Stockholm. 1628 fick dock Västerås rätt att ta hand om järnet, som hedemoraborna tidigare kunnat frakta direkt till huvudstaden. Detta budskap hade dock inte nått Hedemoras borgare, som 25 april 1629 klagade över att västeråsarna försökte hindra dem att ta sig till Stockholm. Svaret är dock otydligt och svävande. 1635 skickas en ny klagan in, och först då blir Hedemoras borgare upplysta om lagändringen, att de "sitt järn och andra varor i Västerås nedlägga och förhandla".
Drottning Kristina deklarerade en allmän författning den 26 juli 1646 som skiljde stapelstäder och uppstäder åt. Detta gjorde att staden, till skillnad mot exempelvis Gävle, fick handla med jordbruksprodukter. Hedemora förde dock en ständig kamp mot städer utan dessa privilegier som gjorde intrång i ensamrätten. Kristina gjorde under 1640-talet också klart för Näs kungsgård och Norns bruk att de inte fick sälja produkter som skadade handeln i staden. Mellan 1650 och 1668 inskränktes järnbrukens handel ytterligare, vilket fick en gynnsam effekt för stadens borgare.
I slutet av 1600-talet förbjöd Bergskollegium flera hyttor och hamrar i Dalarna att bedriva verksamhet, för att inte konkurrera med Falu koppargruva om det viktiga träkolet. 1688 påbörjade Hammarkommissionen sitt arbete med att genomföra dessa åtgärder, främst i Österbergslagen. Hedemora hade monopol på att sälja järnet därifrån till Västerås, varifrån det sedan skeppades vidare. Nedläggningen av hyttorna och hamrarna blev därför ett hårt slag för stadens ekonomi, och befolkningen minskade.
En förnyad expansion inleddes i början av 1900-talet till följd av nya industrier och befolkningen fördubblades under perioden 1900–1930.

### Bränder

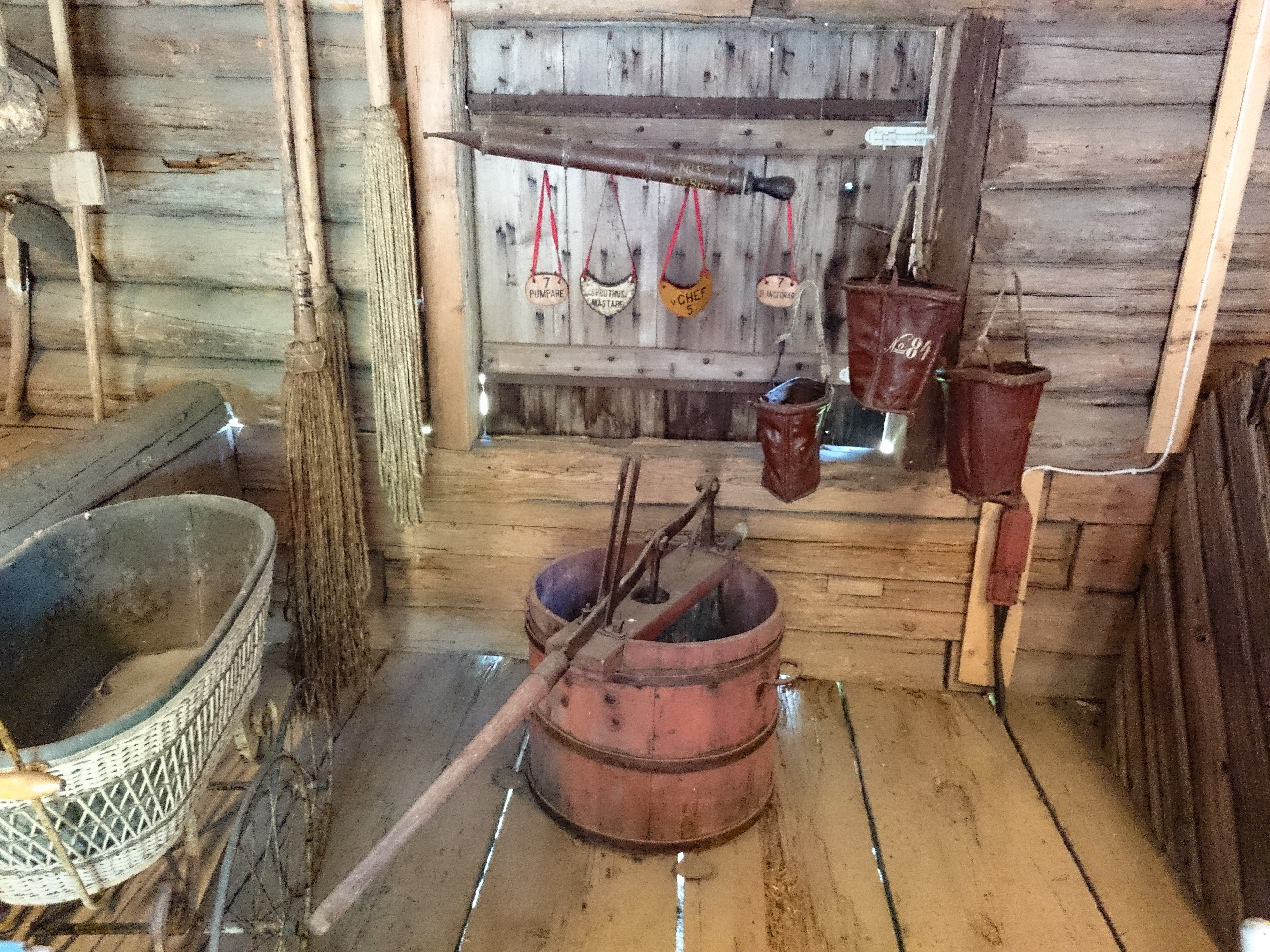
Svablar, handsprutor och brandhinkar från Hedemoras brandförsvar på Hedemora gammelgård.

Staden har brandhärjats svårt två gånger, 1754 och 1849.
Omkring klockan 14 den 2 maj 1754 råkade en skomakare på handelsman Erik Hults gård av oförsiktighet orsaka en eldsvåda. Elden spreds med en rasande fart till närbelägna gårdar och slukade såväl rådstugan som skolan och prostgården. Tack vare att husen närmast kyrkan och sjukstugan snabbt och rättrådigt revs ner kom dock inte elden dit. Totalt brann 90 av stadens 110 tomter ner, med flera byggnader på varje tomt. De som klarade sig fanns i stadens ytterkanter, dels mot sjön Hönsan och dels mot området kring nuvarande järnvägsstationen och de södra delarna av åsen. I stort sett alla foder- och spannmålsförråd brann upp. Tack vare gynnsamt väder fanns det grönbete åt djuren, men nöden blev stor. Skomakaren dömdes till en månads fängelse på vatten och bröd.
I november samma år fick staden 15 års skattefrihet mot att stadens borgare byggde sina hus i sten. Dessa överklagade, då de ansåg att stenhus skulle ändra stadens karaktär. De fick igenom detta, men då bara mot fyra års skattefrihet. Ödeläggelsen medförde dock att staden kunde byggas i ett mer modernt utförande, med bredare gator samt rätvinkliga gårdar och kvarter. En rad brandskyddsbestämmelser infördes också, däribland förbud mot att röka på gatorna – vilket gav böter eller stockstraff.
På natten mellan den 21 och 22 april 1849 bröt nästa stora brand ut, som förstörde 33 gårdar. Efter detta beslutades att en så kallad sprutbod skulle uppföras. Först 1868 upprättades brandkår,  en frivillig brandkår som med kort varsel skulle kunna ta sig till sprutboden bredvid polisvaktkontoret vid Oxtorget. 1896 fick Hedemora sitt vattenledningssystem, vilket även kunde användas av brandkåren, som utrustade sina tre brandkärror med kopplingar till detta. Detta år bestod brandkåren av brandchef Herman Hjorth, vars ordinarie arbete var som gymnastiklärare, samt vice brandchef och tio brandsoldater i den så kallade fasta brandkåren. Till detta kom en reservkår på 20 man, 4 nattväktare samt den allmänna värnpliktiga kåren. 1911 byggdes polishuset på ungefär samma plats, dit också brandkåren flyttade.

### Administrativa tillhörigheter

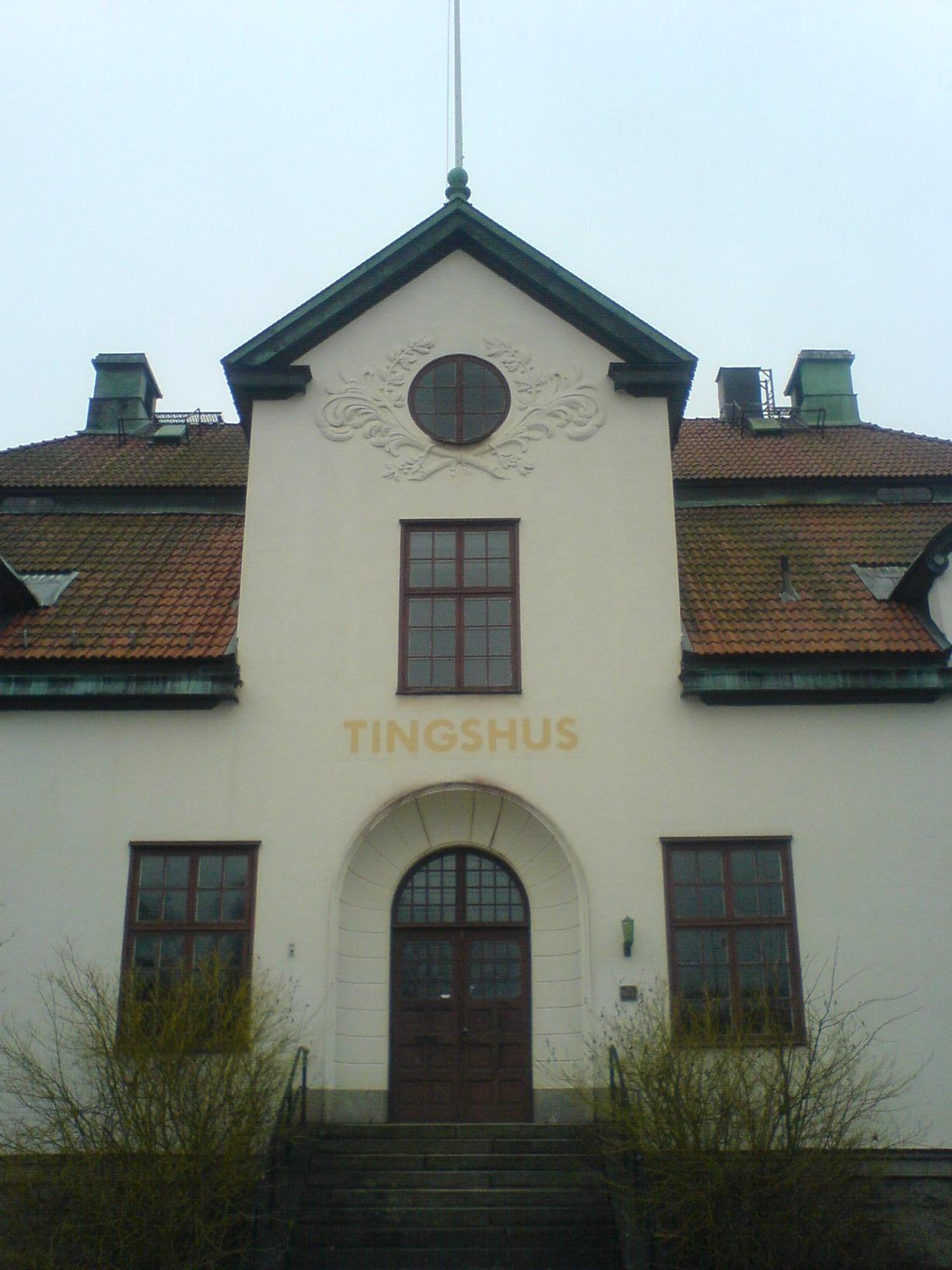
Hedemora gamla tingshus.

Hedemora stad ombildades vid kommunreformen 1862 till en stadskommun. Delar av ortens bebyggelse kom också att ligga i Hedemora socken/landskommun som omgav staden. 1967 utökades staden med kringliggande områden och den ombildades 1971 till Hedemora kommun med Hedemora som centralort.
Orten tillhörde före 1961 Hedemora stadsförsamling, sedan till 2010 Hedemora församling. Från 2010 tillhör Hedemora Hedemora-Garpenbergs församling och från 2018 Hedemora, Husby och Garpenbergs församling.
Orten ingick till 1937 i domkretsen för Hedemora rådhusrätt, därefter till 1971 i Hedemora tingslag. Från 1971 till 2001 ingick orten i Hedemora domsaga och den ingår sedan 2001 i Falu domkrets.

### Befolkningsutveckling
Hedemoras tillväxt stannade upp när de ekonomiska förutsättningarna försämrades på 1600-talet och först på 1840-talet nådde befolkningen över 1 000 invånare. I samband med den industriella expansionen i början av 1900-talet dubblerades befolkningen mellan år 1900 (1800 invånare) och 1930 (3800 invånare).
| Befolkningsutvecklingen i Hedemora 1960–2020 | Befolkningsutvecklingen i Hedemora 1960–2020 | Befolkningsutvecklingen i Hedemora 1960–2020 | Befolkningsutvecklingen i Hedemora 1960–2020 | Befolkningsutvecklingen i Hedemora 1960–2020 |
| -------------------------------------------- | -------------------------------------------- | -------------------------------------------- | -------------------------------------------- | -------------------------------------------- |
|                                              |                                              |                                              |                                              |                                              |
| År                                           |                                              |                                              | Folkmängd                                    | Areal (ha)                                   |
| 1960                                         | 1960                                         |                                              | 6 140                                        |                                              |
| 1965                                         | 1965                                         |                                              | 6 418                                        |                                              |
| 1970                                         | 1970                                         |                                              | 6 628                                        |                                              |
| 1975                                         | 1975                                         |                                              | 7 039                                        |                                              |
| 1980                                         | 1980                                         |                                              | 7 344                                        |                                              |
| 1990                                         | 1990                                         |                                              | 7 574                                        | 592                                          |
| 1995                                         | 1995                                         |                                              | 7 875                                        | 604                                          |
| 2000                                         | 2000                                         |                                              | 7 362                                        | 604                                          |
| 2005                                         | 2005                                         |                                              | 7 279                                        | 608                                          |
| 2010                                         | 2010                                         |                                              | 7 273                                        | 612                                          |
| 2015                                         | 2015                                         |                                              | 7 371                                        | 582                                          |
| 2020                                         | 2020                                         |                                              | 7 597                                        | 583                                          |
|                                              |                                              |                                              |                                              |                                              |

## Stadsbild
I Hedemoras stadskärna och dess förlängning längs den före detta våtmarken Henemoren finns flera hus från 1700- och 1800-talet. Hedemora har flera byggnader ritade av arkitekten Lars Israel Wahlman. Wahlman, som var född i Hedemora, ritade hus som Villa Trefnan, Trotzgården och Wahlmanska huset kring sekelskiftet 1900. Den stora utbyggnaden av staden med flerfamiljshus och egnahemsområden började på 1920–1930-talen och fortsatte sedan successivt fram till 1980-talet.
I stadskärnan finns Hedemoras fem byggnadsminnen: Bos-Kalles gård, Gamla apoteket, Hedemora teaterlada, Perssonska gården och Wahlmanska huset. Staden klassades som riksintresse 1987.
Hedemora har även fyra herrgårdar inom eller nära tätortsgränserna: Emaus herrgård, Eriksdals herrgård, Hälla herrgård och Svedjans herrgård.

## Natur
Stadsberget (168 m ö.h.) är en förhöjning av Badelundaåsen i stadens norra del. Där finns ett bestånd av gammeltallar och är sedan 1972 ett naturreservat och hyser bland annat spillkråka. På bergets öst- och västsidor kan man se strandlinjer parallellt med åssluttningen.
Brunnsjöberget ligger strax väster om staden. På detta bergs östra sida finns såväl en ravin med gammal granskog som ett hasselbestånd, där nötkråka har skådats. På berget finns en motionsanläggning med elljusspår.
På Nibbleberget låg tidigare en slalombacke. Mindre järngruvor har legat på bergets södra och sydvästra sidor.
Brunnsjön är en näringsrik slättsjö, på vars södra sida ligger Västkusten och på den nordöstra bland annat stadsdelen Emaus och herrgården Eriksdal.
Matsbosjön, Hönsan och Munkbosjön är åsgropsjöar i anslutning till åsen. Alla tre har badplatser. Vid Hönsan ligger Elkyrkan (se avsnittet om elektricitet), stadens kallbadhus och Gammelgården. Tidigare låg Melins garnfärgeri vid sjön. Munkbosjön ligger mellan bostadsområdena Emaus och Munkbo, sydsydväst om Stadsberget. Matsbosjön ligger väster om Stadsberget, nära bostadsområdena Norelund, Tallåkern och Matsbo, längs vägen till Västerby.
Den kända fågelsjön Hovran, öster om staden, är en utvidgning av Dalälven och mest känd för sin ansamling av sångsvanar under höst- och vårflytt. Närmast staden finns det nybildade kommunala naturreservatet Stadssjön med vandringsled, utsiktstorn och rastplatser. 

## Kommunikationer

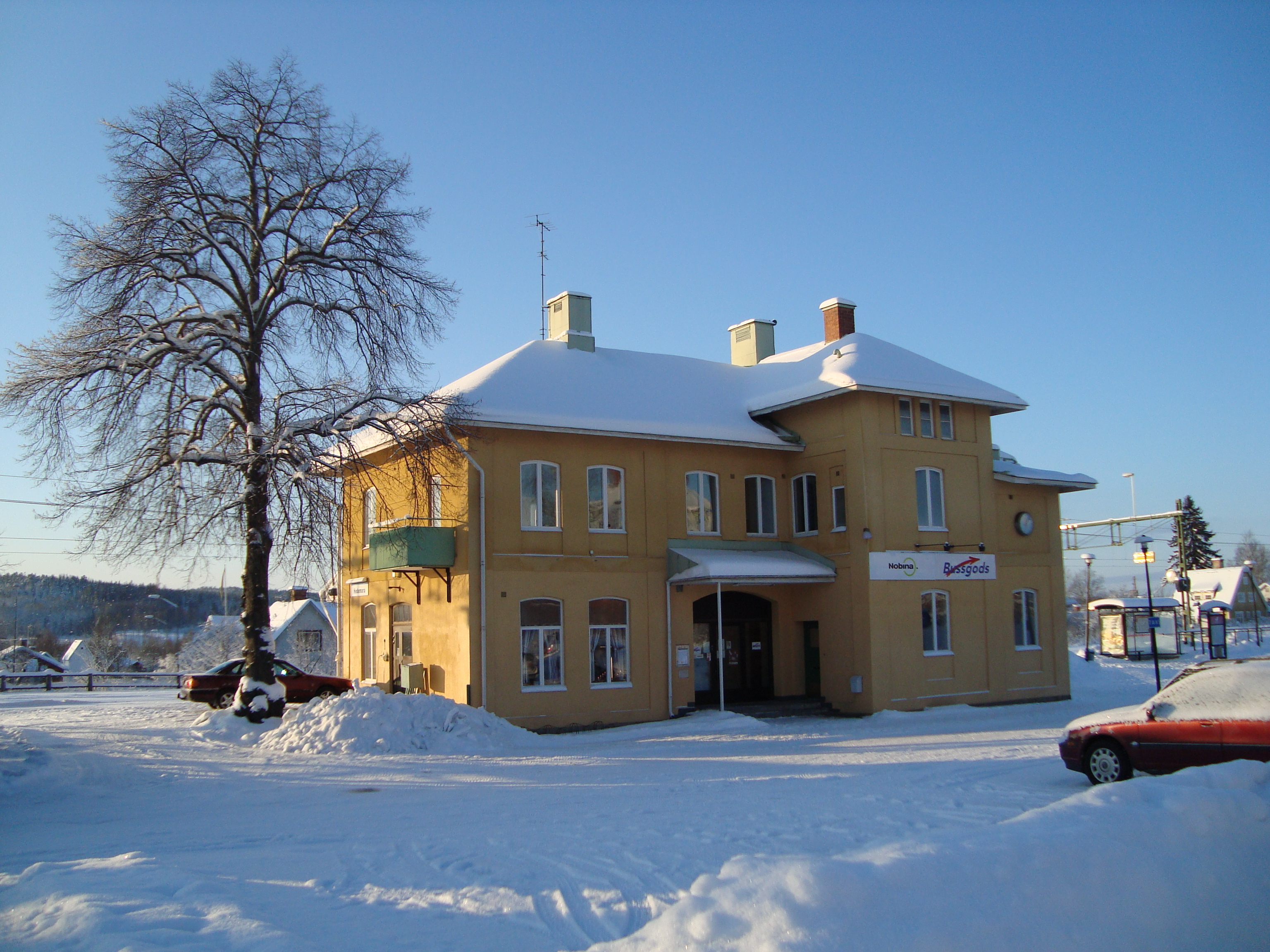
Hedemora järnvägsstation.

Hedemora järnvägsstation ligger vid Dalabanan och trafikeras av SJ:s InterCity-tåg mellan Mora/Falun och Stockholm. Tåg i Bergslagen trafikerar även Hedemora med ett fåtal tåg. Hedemora station invigdes 1880 i samband med att sträckan Avesta-Säter på Södra Dalarnes Järnväg öppnades för trafik. Järnvägsbolagets huvudkontor var även beläget i Hedemora fram till omkring 1915.
I Hedemora, liksom övriga Dalarna är Dalatrafik länstrafikbolag. Det finns även bussförbindelser mot Uppsala och Stockholm.
Riksväg 69 mellan Fagersta och Rättvik och riksväg 70 mellan Enköping och Røros i Norge passerar strax öster om stadens centrala delar i sydost-nordvästlig riktning, med gemensam sträckning mellan Trafikplats Brunna i söder och Tvikstarondellen i norr. Vid Gussarvsrondellen ansluter länsväg 270 mot Långshyttan och Hofors.

## Vatten, elektricitet och fjärrvärme
Hedemoras vatten- och avloppsnät invigdes 4 juni 1896. Vattenverket i Petersburg vid sjön Hönsan fick 1903 sällskap av en koldriven ångmaskin som genererade ström. Strömmen drev i första hand pumparna som tog upp grundvatten (tidigare togs vattnet ur Hönsan) och överskottet levererades till de som hade råd att vara uppkopplade mot detta kraftverk. I början av 1900-talet levererade Petersburg ström till stadens 20 båglampor à 12 ampere, ett 40-tal glödlampor à 32 normalljus (cirka 31 candela). Utöver detta drev sju motorer, däribland vattenverkets pumpar, med en sammanlagd effekt på 32 hästkrafter. I staden fanns också 1 500 vanliga glödlampor, främst i hushållen, som också fick ström från Petersburg.
Petersburg kompletterades 1906 med ett litet vattenkraftverk i ån vid Katrinedal i stadens södra ände. Båda dessa kraftverk kunde dock ersättas med ström från Älvkarleby när transformatorstationen norr om Hönsan (Elkyrkan) togs i drift 1917.
Katrinedal slutade sina dagar som bilverkstad på 1950-talet och revs sedan i början av 1960-talet. Reningsverket Brunna reningsverk i Brunna, vid Hovran, ritades 1962.
Staden fick fjärrvärme, för större fastigheter, 1978. En kulvert drogs längs Kyrkogatan till vårdcentralen. Efter det har fjärrvärmenätet byggts ut i omgångar.  Under 2011-2012 har fjärrvärmeverket konverterats till så kallad kraftvärme, dvs även elkraft produceras. 7 vindkraftverk har byggts norr om Garpenberg med bland annat Hedemora kommun, Hedemora Bostäder och Hedemora Energi som delägare.

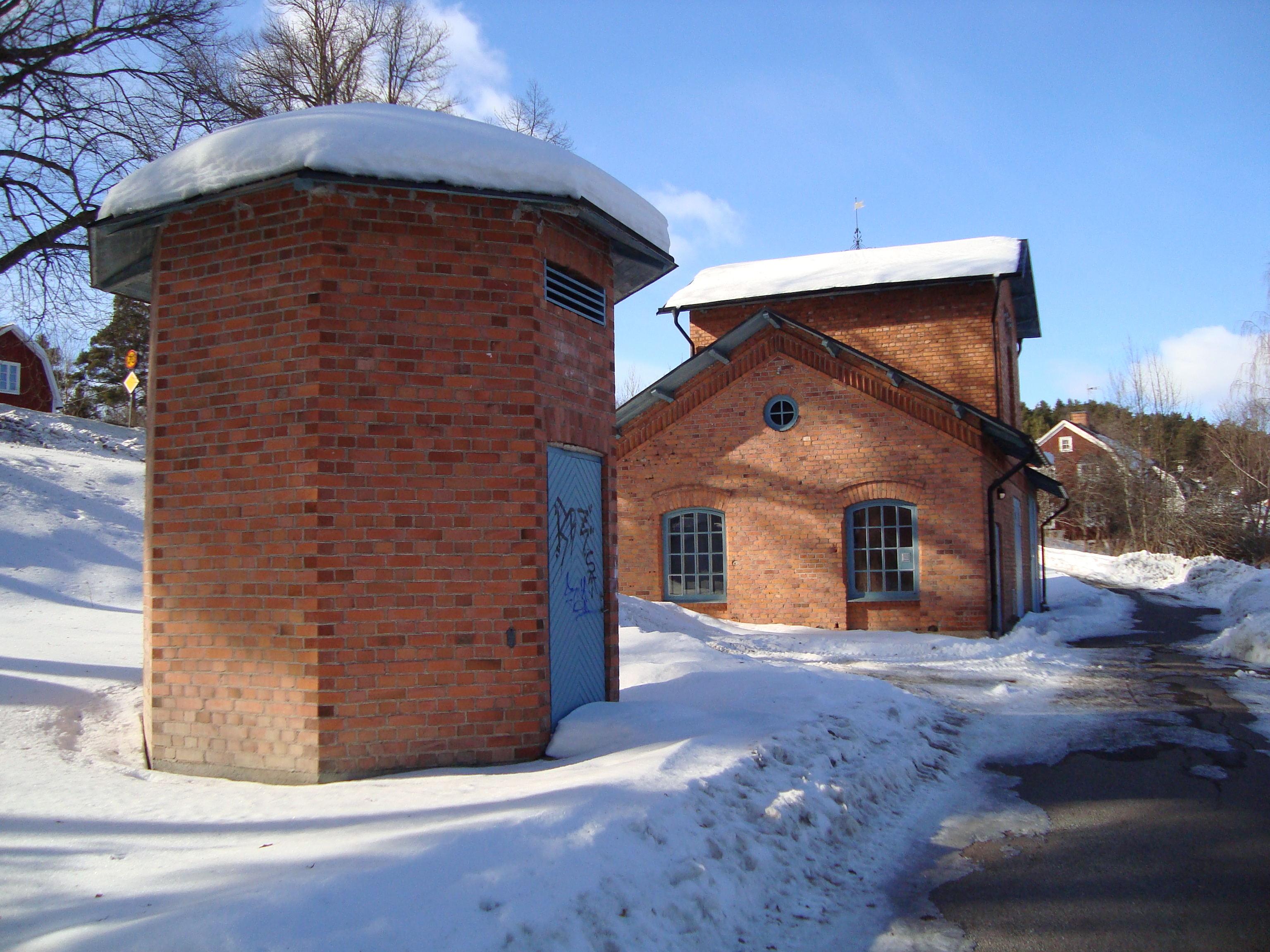
Petersburg.
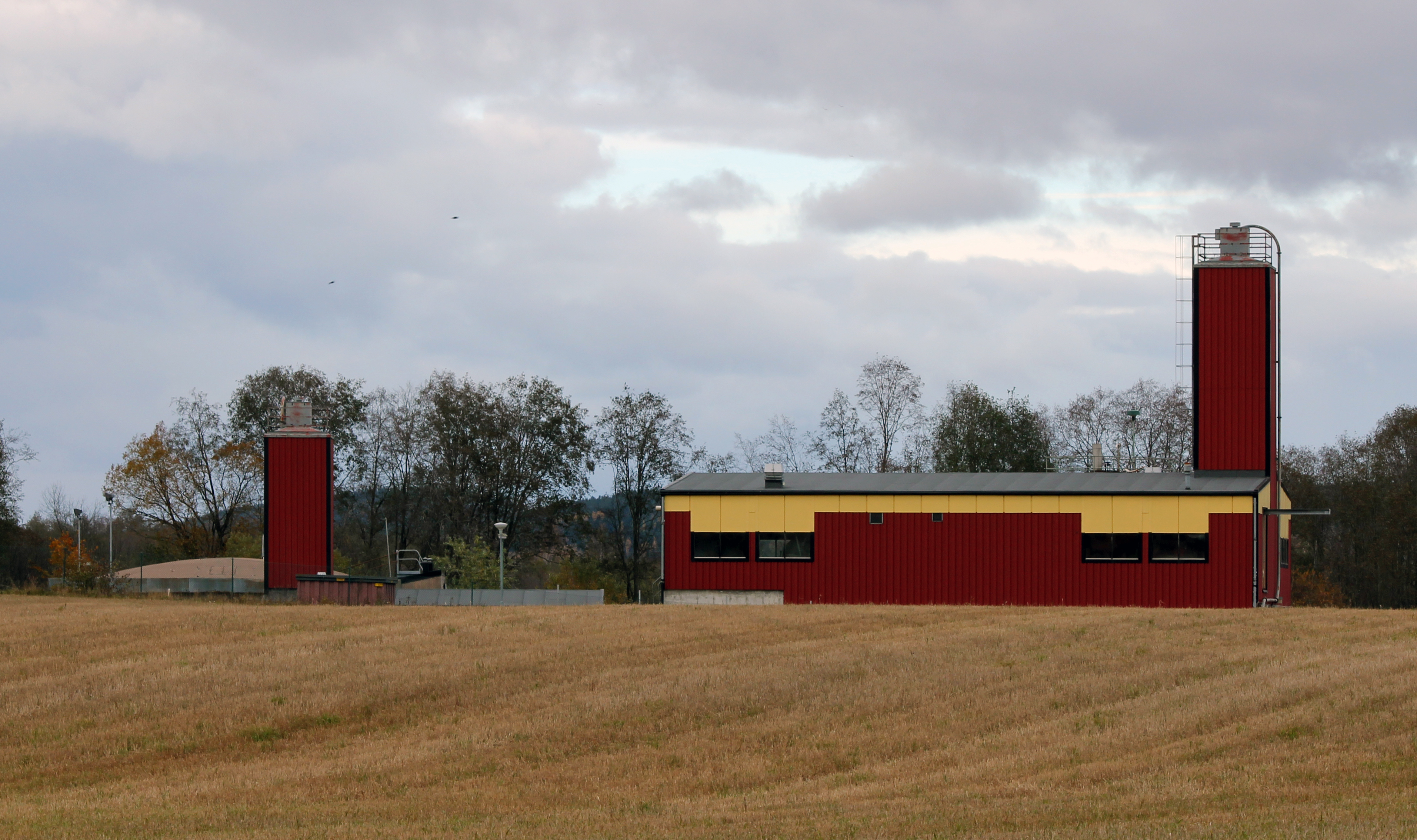
Brunna reningsverk.
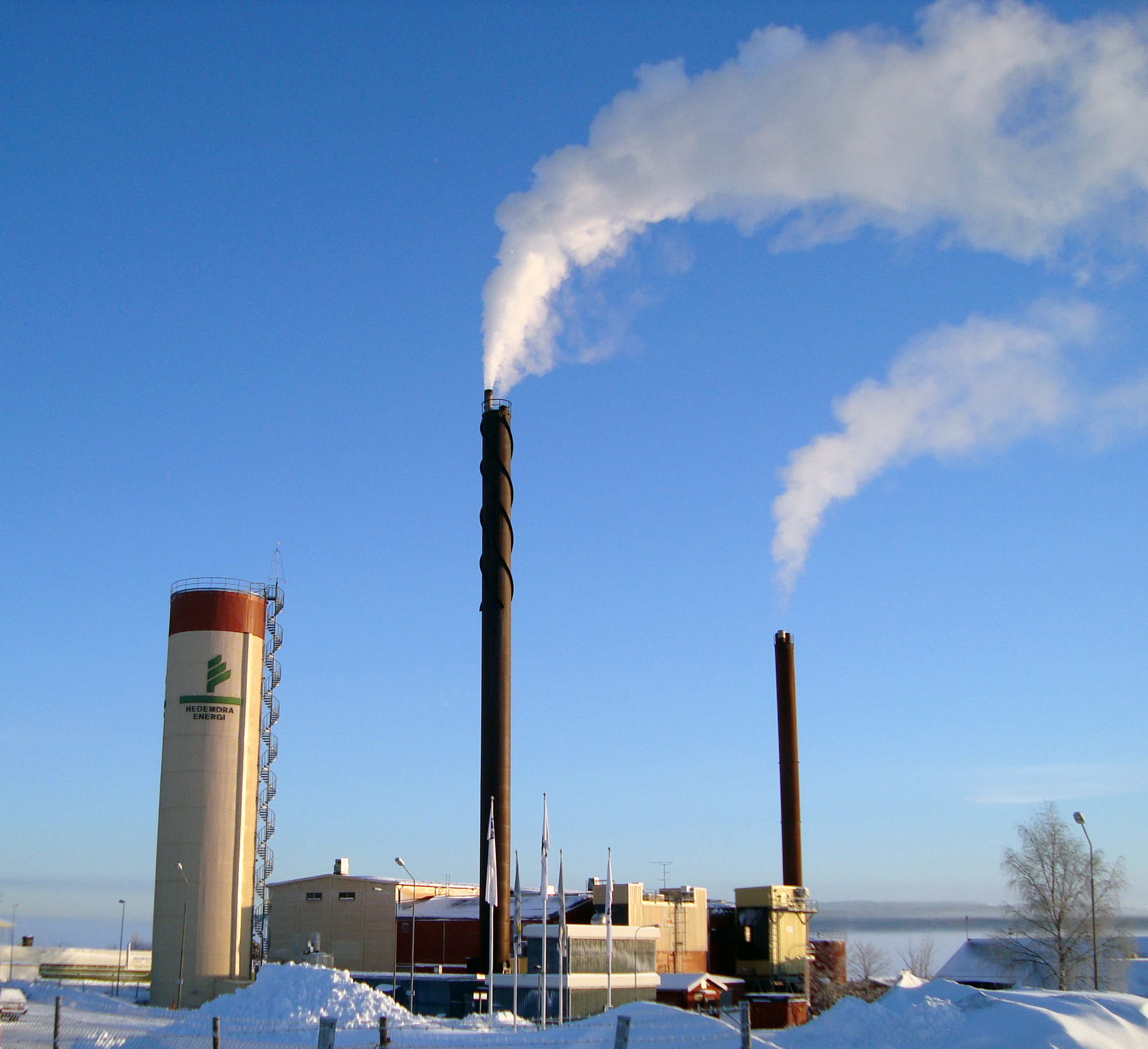
Fjärrvärmeverket.

## Näringsliv

### Industri

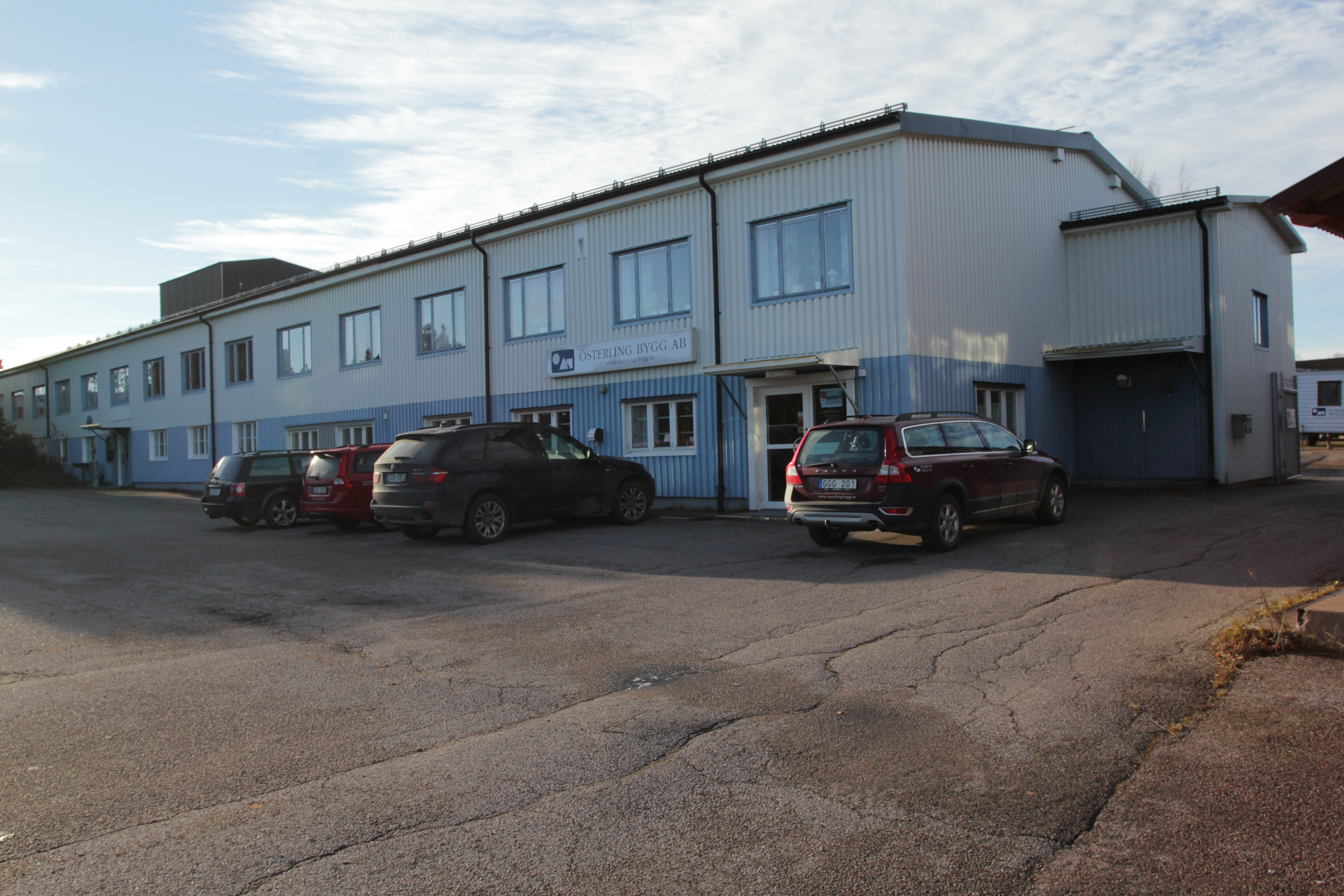
Fd Artek på Callerholmsgatan.

Industriepoken i Hedemora drog igång omkring sekelskiftet 1900, även om vissa industrier etablerats redan på 1870-talet, såsom en tillverkare av lantbruksmaskiner. Stadens industrier innefattade i början av 1900-talet bland annat två sågverk, flera kvarnar, ett mejeri och ett tryckeri.
En av Hedemoras mer kända industrier är det numera nedlagda Hedemora Verkstäder och dess idag existerande avknoppningar Hedemora Diesel och Hedemora Industriakustik. Hedemora Verkstäder började som Hedemora gjuteri 1878 och låg till en början nere vid Brunnsjön. När gjuteriet flyttade 1903 tog Norra Sveriges Centrifugfabrik över lokalerna, men de fick lägga ner redan 1911 efter en patentstrid med Alfa Laval. Där Hedemora Verkstäder hade sin anläggning efter 1903 håller idag Hedemora Industriakustik till, efter ett lokalbyte med GL&V som innehöll delar av gamla Hedemora Verkstäders cellulosadivision; numera ägt av Valmet På tomtens sydöstra ände fanns dieseldivisionen, som utvecklade och sålde dieselmotorer, bland annat till de Kockumsbyggda ubåtarna Västergötlandsklass/Archerklass (den nuvarande singaporianska ubåtsflottan) och Collinsklass (den nuvarande australiska ubåtsflottan). Det företag som finns där idag är inriktat på underhåll av de befintliga dieselmotorerna. Nytillverkningen av hela motorer upphörde 1990. Postens gamla lokal på samma gata har övertagits av Koopus legotillverkning.
Möbelfabriken AB Gustaf Flinta grundades 1880 och levererade möbler till bland annat Sandvikens kyrka och Engelbrektskyrkan i Stockholm. Flintas fabrik köptes upp av Hedemora Verkstäder och flyttade ner till större lokaler intill järnvägen i samband med Hedemora Verkstäders flytt. Vid Johnsonkoncernens förvärv av Hedemora Verkstäder revs möbelfabriken (idag ligger där GL&V:s brandgula byggnad). Alvar Aaltos möbelfabrik Artek låg även i Hedemora, med tillverkning av möbler 1946–1956 och köksinredningar 1957–1967.
I Hedemora tillverkades även cykelmärket Brage av Verkstadsaktiebolaget Bernhard Hedlund på Stadsbergets västra sida, som också bland annat gjorde cykelklockor (Pärlan), skidbindningar och bildelar. Hedlund övertog lokalen 1932, efter en mangelfabrik som legat där sedan 1921. Idag ligger där en färghandel.
Ljungkrantz Konfektion och Konfektion AB Tonex var andra industriföretag i staden. Planer fanns på 1930-talet att förlägga en flygplansfabrik till Hedemoratrakten, men då Saab bildades lades dessa ner.
Nu aktiva industrier i eller intill Hedemora inkluderar Bältarbo tegelbruk, strax norr om staden, som utsågs till Årets industriminne år 2000 och Svenska flytblock på Stadsberget och vid Brunnsjön, som tillverkar och saluför flytbryggor och delar till sådana.
Många av de många småföretagen deltar i olika nätverk som organiseras via det lokala näringslivsbolaget

### Handel
Se även Näringslivet i Hedemora kommun
På fredagar under sommarhalvåret brukar lokala producenter sälja sina produkter på en marknad i Tviksta, i nordöstra Hedemora. Det anordnas dessutom marknader inne i stan i mars (Pålsmässomarknaden) och i maj (Hedemora marknad). Den egentliga Pålsmässomarknaden inföll den 25 januari mellan åren 1587 och 1902 och betraktades som en av landets viktigaste marknader. Första advent varje år anordnas även julskyltning med öppet i många affärer och marknadsstånd längs centrala Åsgatan, där lokala föreningar och skolklasser bland annat får sälja lotter, glögg och hembakt bröd.
Många butiksägare i Hedemora är med i Hedemora Köpmannaförening, grundad 1907. De samarbetar i viktiga frågor, har ett gemensamt system med presentcheckar och anordnar även aktiviteter för allmänheten, till exempel lådbilsrally och så kallade drakskeppstävlingar.

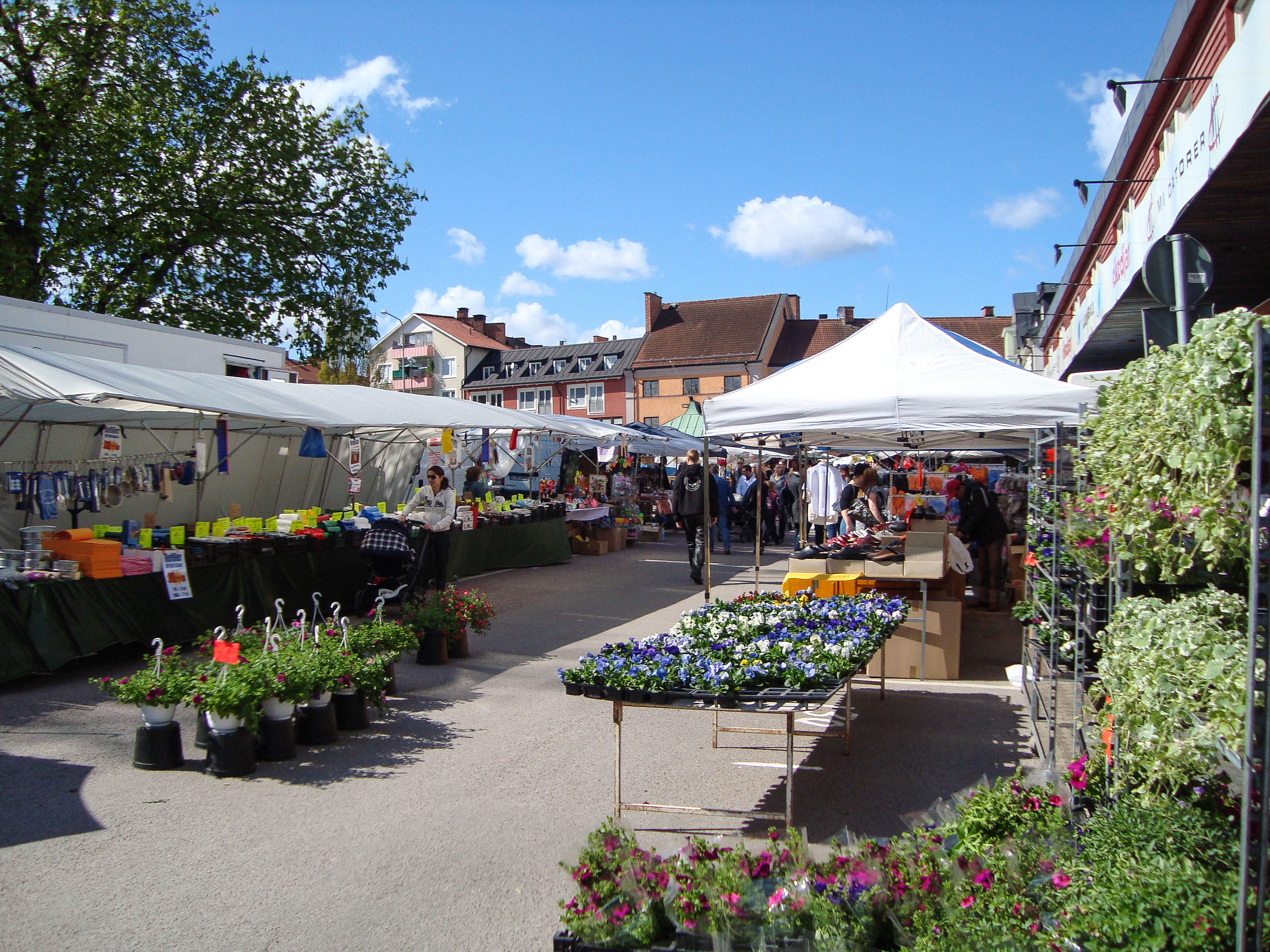
Hedemora marknad 2009.
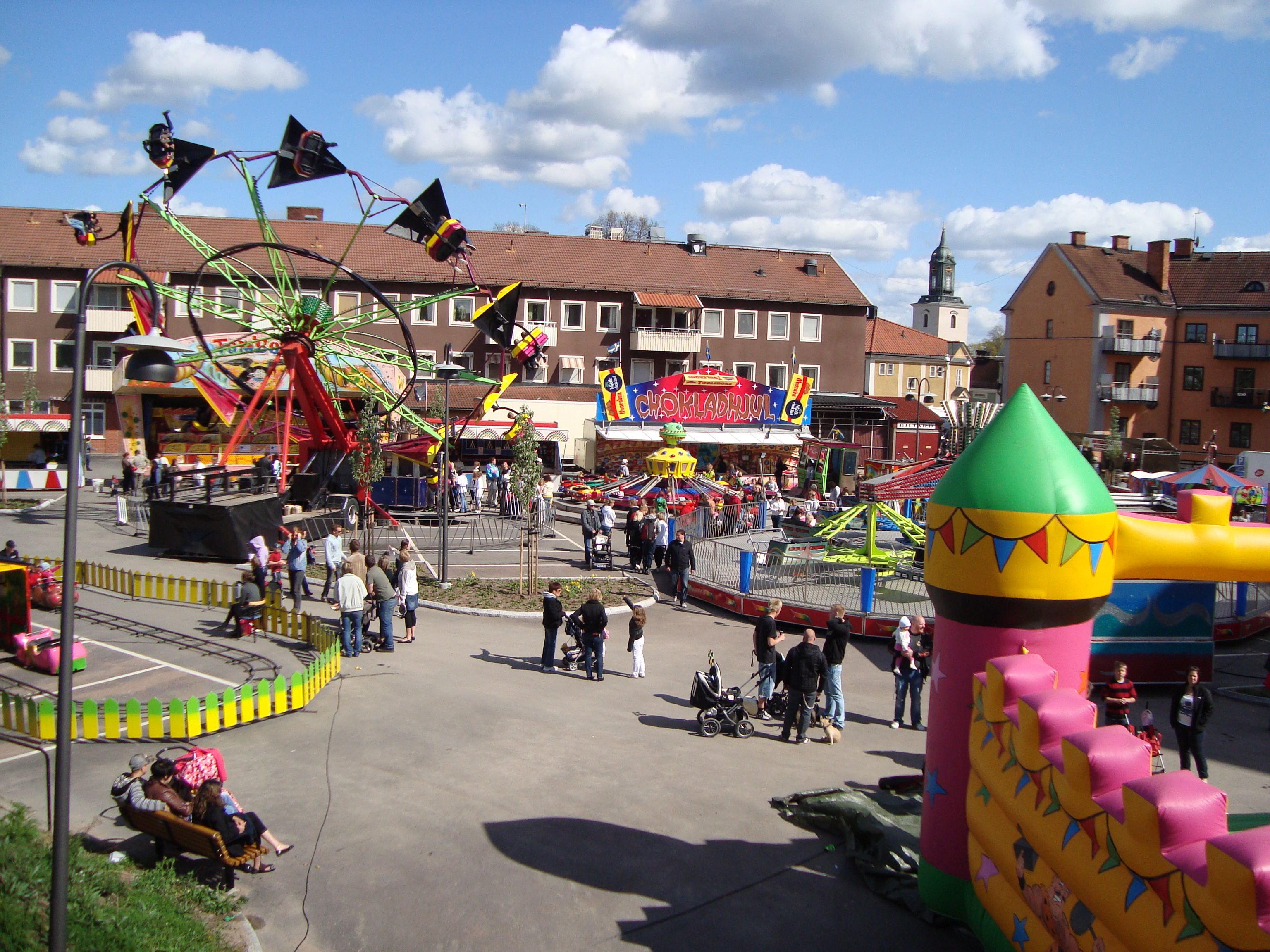
Tivoli på Hedemora marknad 2009.
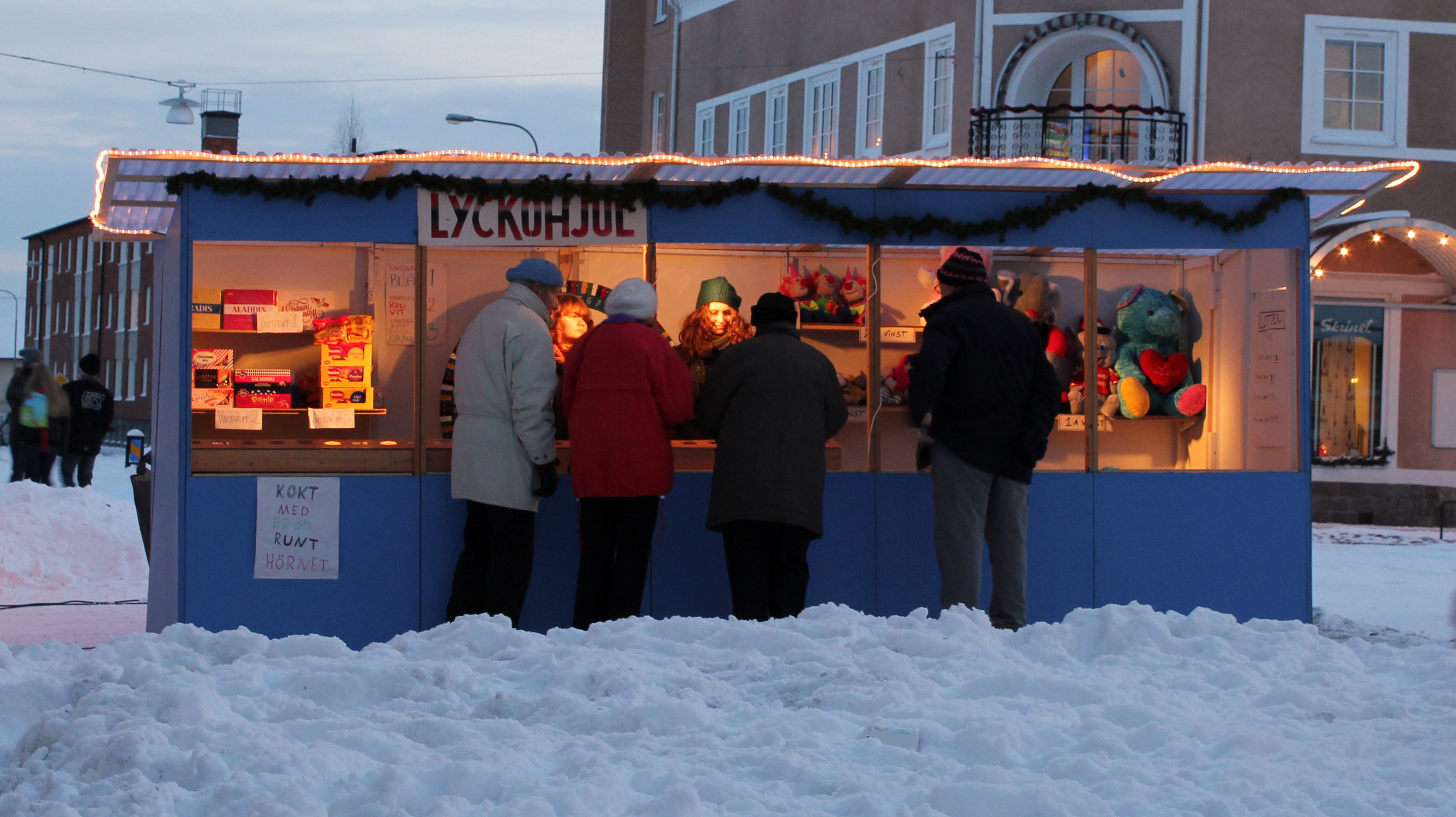
Lyckohjul på julskyltningen 2010.

### Bankväsende
Hedemora sparbank grundades 1863. Genom sammanslagning blev den 1970 Sparbanken HHS som år 2003 tog namnet Södra Dalarnas sparbank. Den är alltjämt fristående med huvudkontor i Hedemora.
Kopparbergs enskilda bank öppnade ett kommissionskontor i Hedemora den 2 januari 1865. År 1901 etablerade sig Bankaktiebolaget Stockholm-Öfre Norrland i Hedemora. Dessa uppgick senare i Göteborgs bank och Svenska Handelsbanken. Den kortlivade Svenska lantmännens bank hade från 1917 ett kontor i staden. Norrlandsbanken/Handelsbanken låg inledningsvis i Sahlbergska gården, men flyttade på 1920-talet till det hus som Lantmännens bank lämnat. Götabanken fanns kvar under huvuddelen av 1900-talet, men lämnade så småningom Hedemora. Nordea öppnade ett kontor 2008 i samband med övertagande av Svensk kassaservice, men det stängdes redan den 15 augusti 2011.
Sparbanken och Handelsbanken finns alltjämt kvar på orten.

## Utbildning
Se även utbildning i Hedemora kommun.
I Hedemora finns en gymnasieskola, Martin Koch-gymnasiet, vilken är sammanbyggd med stadens kommunala högstadieskola Vasaskolan. Det finns idag en friskola, Olympicaskolan, som har undervisning för åren F-9. Två kommunala F-6-skolor, Stureskolan (ritad av Birger Borgström) respektive Fyrklöverskolan. Nibbleskolan och Gussarvsskolan var två kommunala skolor som nu är nedlagda. IOGT-NTO äger idag Gussarvsskolans lokaler.

## Kultur

### Kulturpersonligheter
Från Hedemora kommer ett flertal framstående kulturpersonligheter, såsom hovsångerskorna Kerstin Thorborg och Hillevi Martinpelto, regissören Pelle Berglund samt skådespelaren och teaterdirektören August Lindberg. Även arbetarförfattaren Martin Koch och artisten Anna-Lisa "Lapp-Lisa" Öst bodde större delen av sina liv i staden. Hedemoraparnassen bestod av författarna Nils Bolander, Kerstin Hed, Martin Koch och Paul Lundh på 1930-talet. De höll till i Lagmansgården, i vilken det idag finns ett mindre museum om gruppen. Lagmansgården återuppbyggdes efter en brand 1985.Bland samtida författare från Hedemora är kanske Björn af Kleen den mest kända. Olle Johansson är dock den som skrivit mest om Hedemora i sina verk.

### Film
I Ingmar Bergmans första film Kris från 1946 var exteriörerna från Hedemora.

### Dalarock
Dalarock (kallad Sveriges äldsta rockfestival) var en musikfestival mellan åren 1981 och 1996, arrangerad av föreningen Tonkällan. Festivalen höll till på Hedemora Motorstadion, mellan Hedemora och Västerby. Band som uppträdde på festivalen var bland andra Weezer, The Hooters och Faith No More.

### Kulturliv

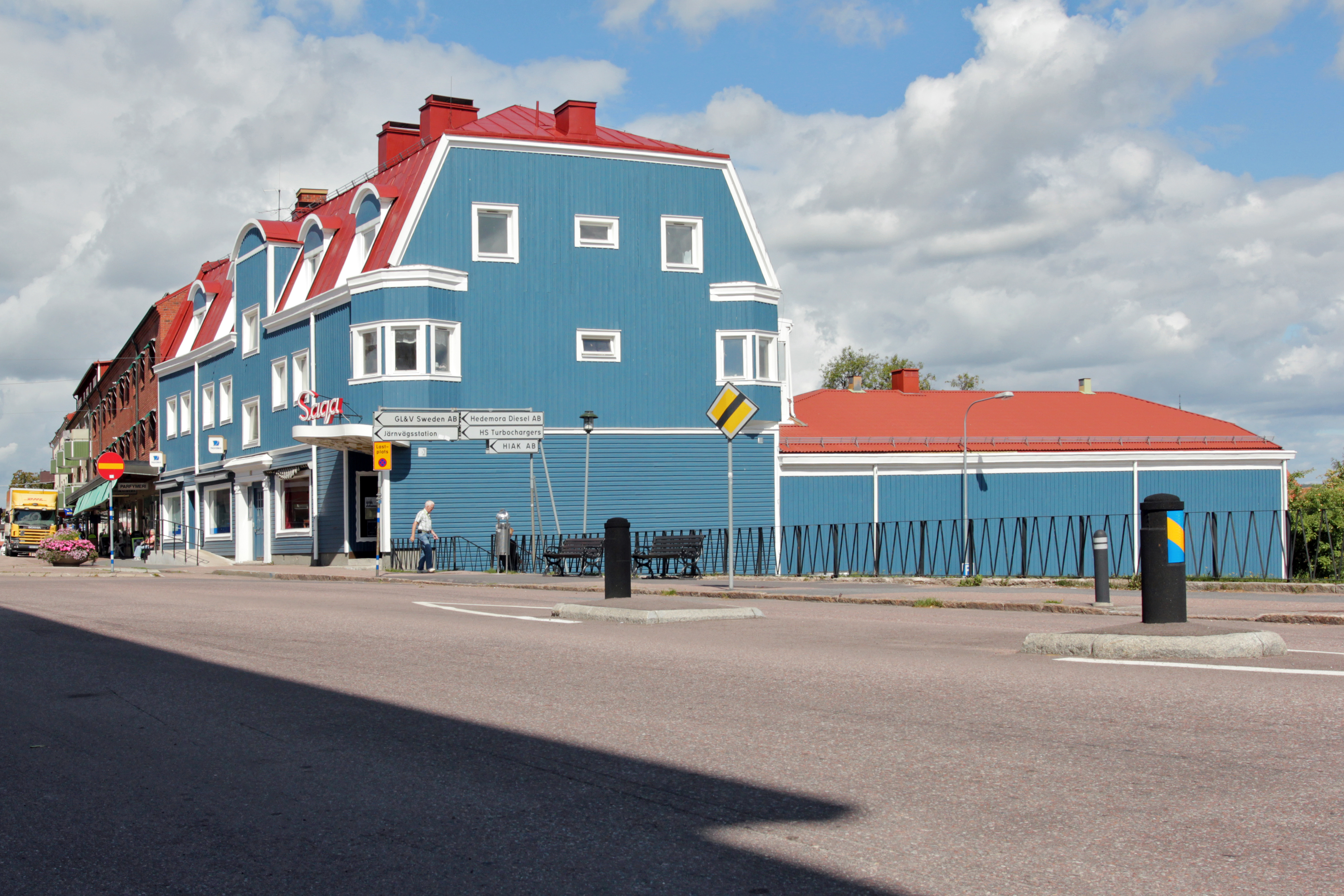
Sagateatern.

Hedemora Folkets park, på Stadsberget, anordnar dans till dansbandsmusik på söndagskvällar och har även andra arrangemang, såsom gammeldans och bingo. I Sveaparken nära järnvägsstationen finns en mindre utomhusscen och festivalen Daldansen har tidigare varit en årlig tillställning i Sveaparken. När Hedemora firade 500 år 1946 lät Alvar Aalto uppföra en tillfällig paviljong i Sveaparken för att Arteks möbler och även en lägenhetsinredning, med förlaga i kvarteret Norrbyåkern. Artek lånade också ut 20 bord och 80 stolar till paviljongens restaurangdel Kopparflöjeln.
I Hedemora Gamla Theater, även kallad Teaterladan, framförs då och då pjäser och musikframträdanden. Sagateatern är en före detta biografbyggnad från 1918. I denna håller numera Humus amatörteaterförening till och anordnar bland annat en årlig barnteaterfestival. Hedemoras nuvarande biograf, Star, är en del i kedjan Eurostar. Denna ersatte biografen Willis som lades ner och stod tom länge innan den byggdes om till gym.
Hedemora gammelgård är stadens hembygdsgård, där gamla byggnader och föremål visas sommartid och även har kaféverksamhet. I staden finns också ett motorcykelmuseum, öster om Vasaskolan, efter att tidigare ha legat nära järnvägsstationen. I detta museum finns motorcyklar från 1908–1958 och TT-loppskuriosa.

## Sport

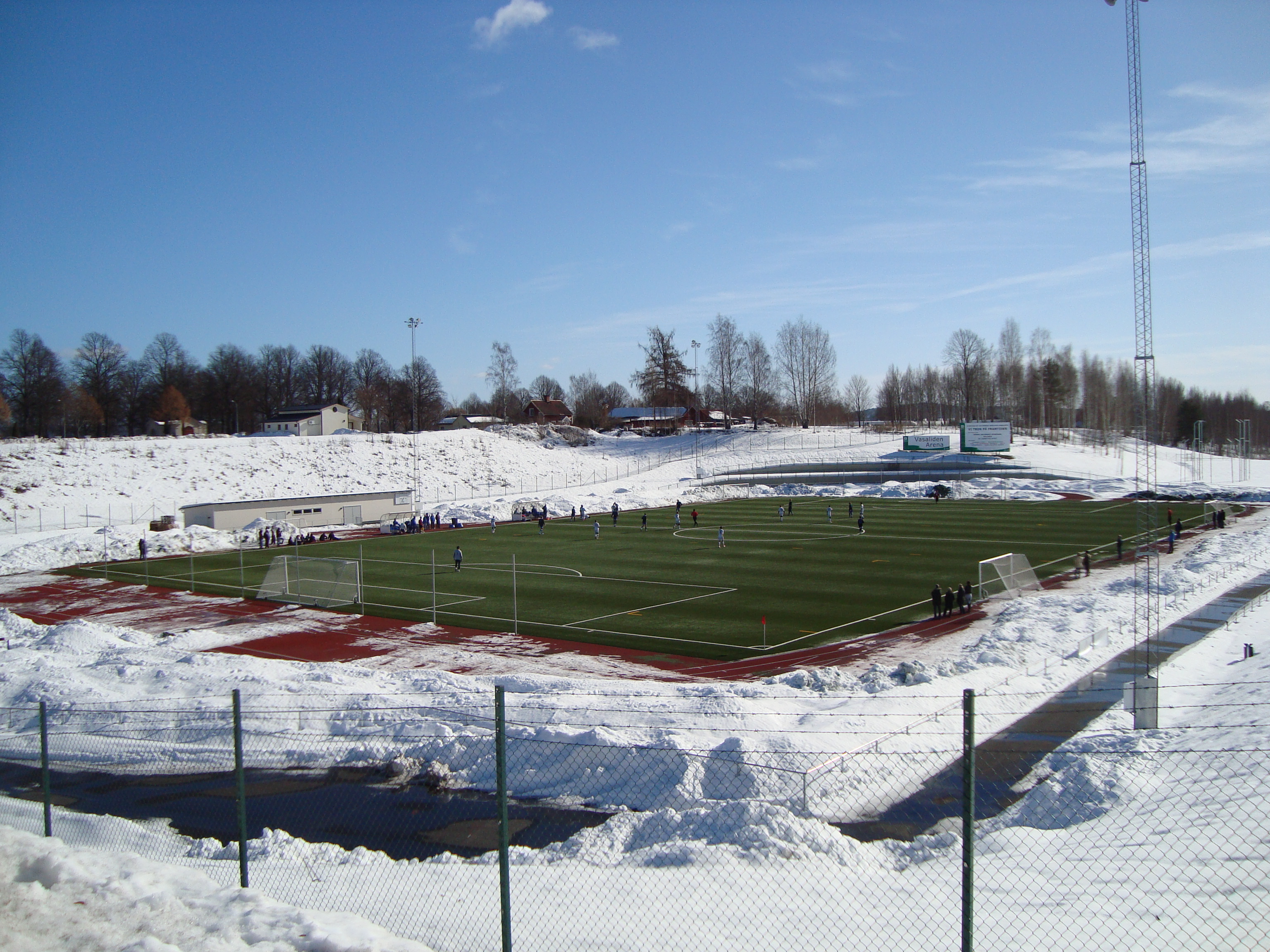
Vasaliden Arena.

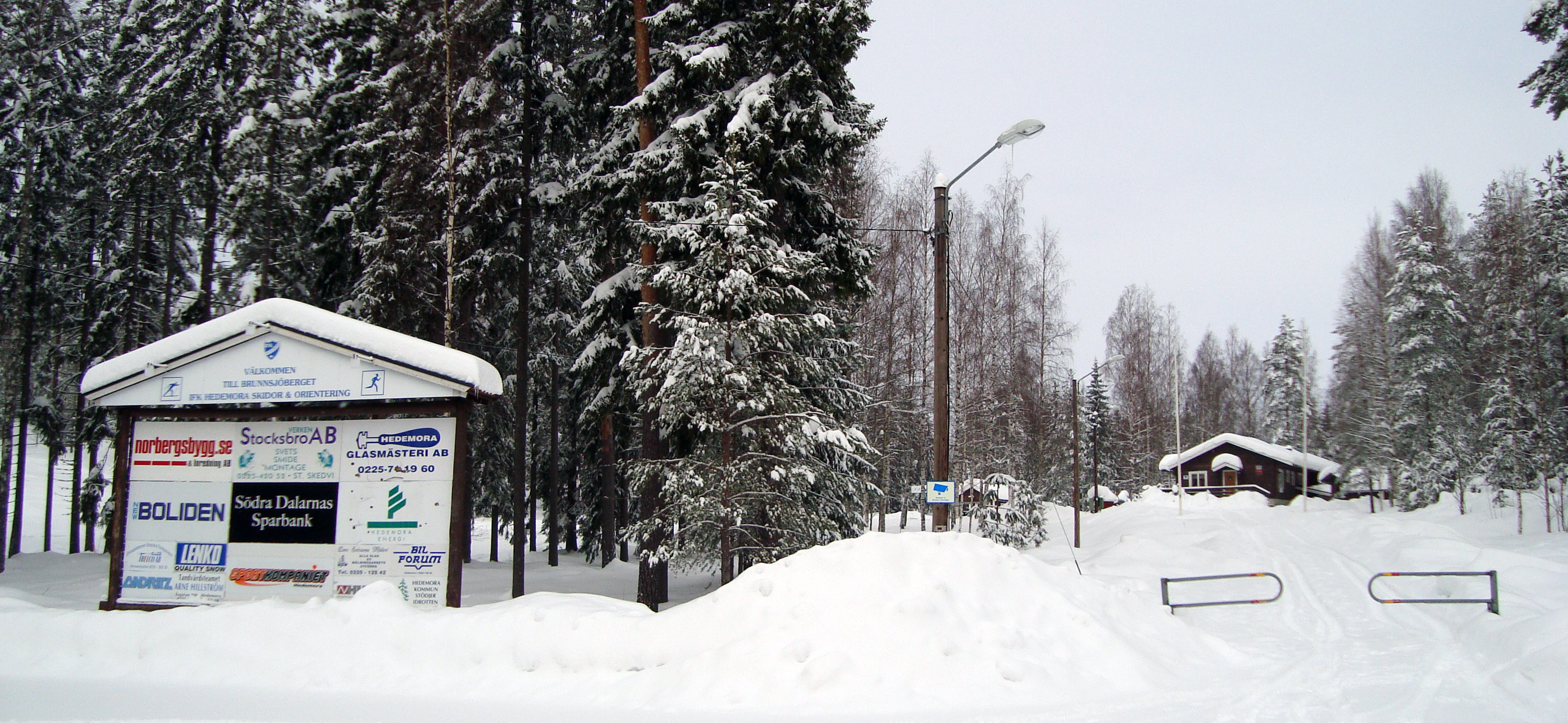
Brunnsjöbergets skid-, orienterings- och motionsanläggning.

Hedemora är mest känt för motorsport, främst TT-loppet och olika tävlingar på Hedemora motorstadion, men även andra sporter har utmärkt sig. Hedemora har två utomhusarenor, den äldre Brunnsjöliden vid Brunnsjön och Vasaliden Arena vid Vasahallen som invigdes den 12 september 2009.

### Framstående klubbar och idrottare
Från Hedemora kommer Jonas Nilsson, som har ett VM-guld och två världscupssegrar i slalom, samt Marit Ruth som har fem VM-guld och ett Paralympics-guld i sitski. Arun Sondhi är tvåfaldig VM-guldmedaljör och EM-silvermedaljör i bänkpress. Jessica Lennartsson och Andreas Berg kommer från Hedemora och tog under sin aktiva karriär ett flertal guldmedaljer från såväl VM, EM och SM i Boogie Woogie. 
Hedemora SS, Hedemora simsällskap, är moderklubb åt EM-medaljörerna Jennie Johansson och Jan Thorell.
På Brunnsjöberget håller såväl orienteringsklubben IFK Hedemora OK som IFK Hedemora skidor till. Orienteringsklubben vann Jukolakavlen 1965 och har fostrat VM-guldmedaljörerna Bertil Norman och Karl Johansson. Skidklubbens stora stjärna var Martin Matsbo, som tog brons i stafett 4 × 10 km i vinter-OS 1936, har flera SM-guld och var den förste svensk som vunnit Holmenkollens sprinterlopp på distansen 17 km. Även Edvin Anger från Hedemora började sin karriär med IFK Hedemora Skidor.

Stadens ishockeylag heter Hedemora Sportklubb (HSK) och spelar i Hockeytvåan säsongen 2019/2020. Klubben har bland annat fostrat Adam Boqvist, Jesper Boqvist, Daniel Widing och Martin Janolhs. I bowling är BK Granen i division 1 norra Svealand säsongen 2010-2011.

### TT-loppet

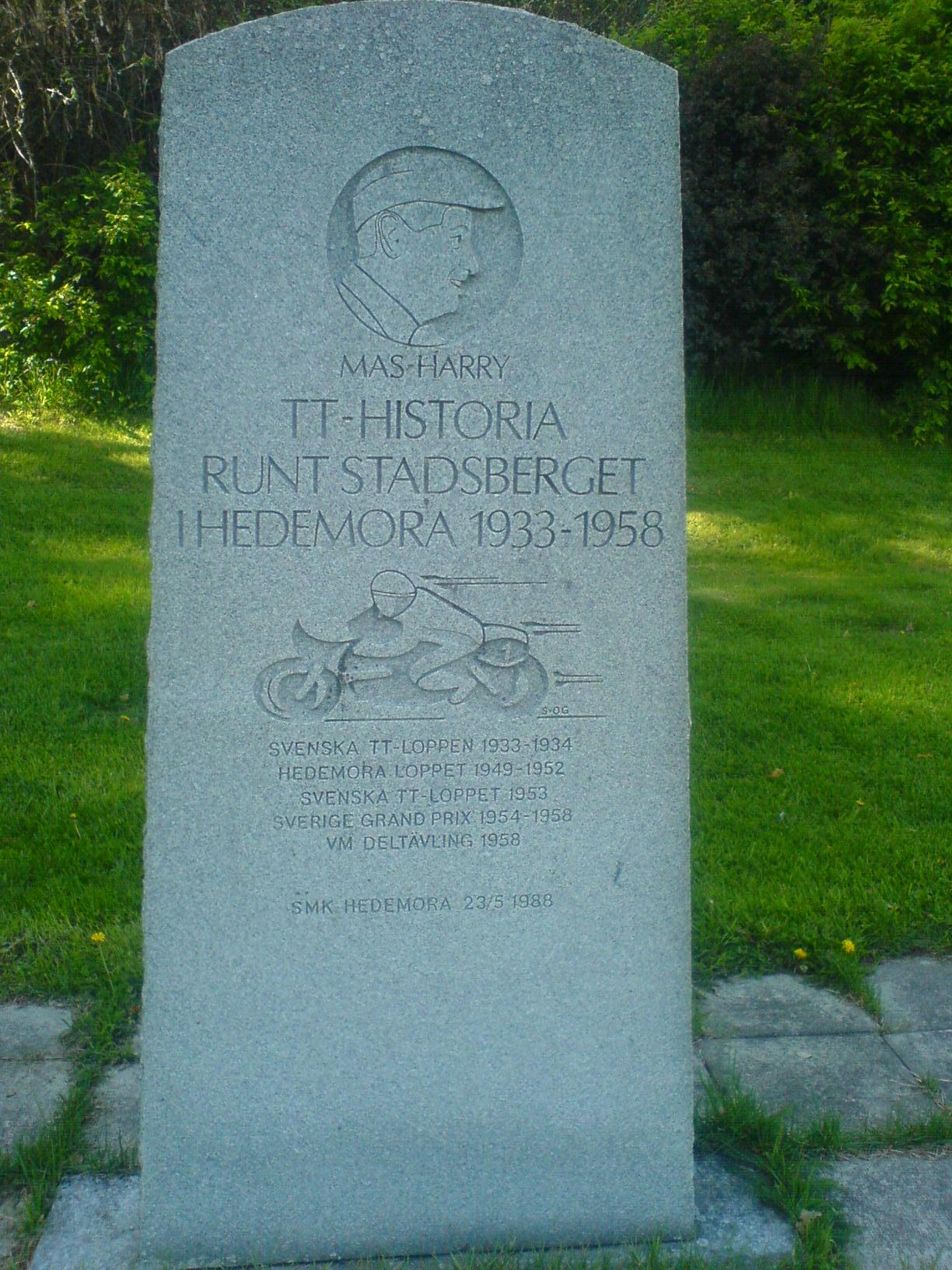
Minnessten över TT-loppet, i Södra kurvan, Hedemora.

1933 kördes det första TT-loppet, en internationell motorcykeltävling, i Hedemora. Det kördes även ett lopp 1934, men sedan dröjer det ända till 1949 innan nästa lopp kom. TT stod för Tourist Trophy och loppet hade sin storhetstid i slutet av 1950-talet, då det kom över 100 000 personer för att beskåda tävlingen. Det sista TT-loppet kördes 1958, det året hade loppet uppnått VM-status, men det lades ändå ner. Från och med 1998 körs en uppvisningsversion av loppet med veteranmotorcyklar.
Den drivande kraften bakom TT-loppet var Mas-Harry Larsson och den mest berömda motorcykelföraren var "Varg-Olle" Nygren. Det officiella namnet på loppet varierade, men det kallades alltid för TT-loppet.
Officiella namn på TT-loppet
- 1933–1934: Svenska TT-loppen
- 1949–1952: Hedemoraloppet
- 1953: TT-loppet
- 1954–1958: Sverige Grand Prix (1958 dessutom med epitetet VM-deltävling)